# Glejak nosa

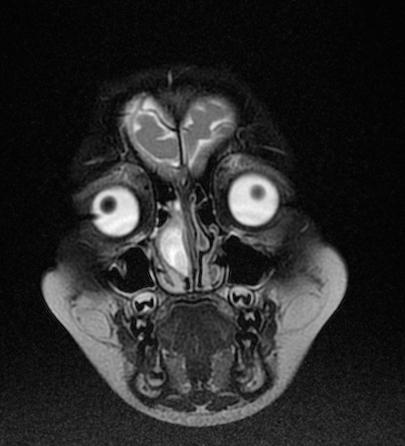
Glejak nosa, obraz MRI T_{2}-zależny, projekcja czołowa

Glejak nosa (łac. glioma nasi, ang. nasal glioma, nosowe heterotopie mózgowe) – określenie rzadkiej wady wrodzonej, polegającej na obecności heterotopowej, dysplastycznej, neurogennej tkanki w obrębie struktur nosa, chociaż podobne zmiany obserwowano też bardzo rzadko w obrębie warg, języka, nosogardła i gardzieli. Glejak nosa jest nazwą najpowszechniejszą, ale nieprawidłową, ponieważ zmiany nie zawierają komórek nowotworowych.

## Objawy i przebieg
Glejaki nosa mogą być wewnątrznosowe (30%), pozanosowe (60%) lub łączące cechy obu (10%). Większość rozpoznawana jest w okresie noworodkowym, aczkolwiek opisywano też rozpoznania w 7. dekadzie życia. Niekiedy obserwuje się wzrost rozmiarów guza, korelujący ze wzrostem mózgowia dziecka. Zazwyczaj są jednostronne i lokalizują się po prawej stronie. W 10-30% przypadków guz połączony jest szypułą z mózgowiem. Wewnątrznosowy glejak jest miękki, blady, szarawy lub purpurowy, nieotorebkowany, przypomina polipa. Zmiany zewnątrznosowe są gładkie, twarde, zazwyczaj znajdują się w obrębie gładzizny. Pokrywa je skóra, często z teleangiektazjami. Nierzadko współistnieje hiperteloryzm oczny i poszerzenie nasady nosa.
W MRI w obrazach T1-zależnych stwierdza się hipo- lub izodensyjną względem istoty szarej zmianę, nie ulegającą wzmocnieniu kontrastowemu, hiperdensyjną w obrazach T2 i DWI.

## Różnicowanie
- przepuklina mózgowa
- naczyniak krwionośny
- torbiel skórna
- torbiel kanalika łzowego
- neuroblastoma
- mięśniakomięsak prążkowanokomórkowy

## Leczenie
Leczenie polega na całkowitym usunięciu chirurgicznym zmiany. Rokowanie przy doszczętnym zabiegu jest doskonałe.